# Patrice Talon
Patrice Guillaume Athanase Talon (n. 1 mai 1958, Ouidah, Imperiul Portughez) este un politician și om de afaceri beninez care ocupă funcția de președinte al Beninului din 6 aprilie 2016.

## Viața timpurie și cariera
Patrice Talon și-a făcut averea în sectorul agricol în anii 1980, apoi în procesul de domeniul bumbacului în Benin în anii 1990 și 2000. A fost principalul susținător în alegerea președintelui beninez Boni Yayi în 2006, a intrat treptat în dizgrația acestuia în 2011. Problemele pe care le-a avut cu șeful statului în problemele subvențiilor agricole, programul de verificare a importurilor, dar care nu au ajuns niciodată în stadiul unei plângeri oficiale în fața unei instanțe, au dus la plecarea sa în exil în urma zvonurilor despre răpire.
Este clasat pe locul 15 printre cele mai mari averi din Africa subsahariană de limbă franceză în clasamentul Forbes din 2015. Activele sale sunt estimate la 401 milioane de dolari.
A câștigat alegerile prezidențiale din 20 martie 2016. Adversarul său, prim-ministrul ieșit Lionel Zinsou, și-a recunoscut înfrângerea în seara alegerilor.
A fost investit președinte al Republicii Benin la 6 aprilie 2016 la Porto Novo. A fost reales în primul tur al alegerilor prezidențiale din 11 aprilie 2021 cu 86,36% din voturi.